# Iván Malón
Iván Malón Aragonés (Gandia, 26 agosto 1986) è un ex calciatore spagnolo, di ruolo difensore.

## Carriera

### Club
Il 10 luglio 2018 viene acquistato a titolo definitivo dalla squadra cipriota dell'Ermīs Aradippou.